# Sessions 2000
Sessions 2000 ist das 14. Studioalbum des französischen Musikers Jean-Michel Jarre. Veröffentlicht wurde es von Disques Dreyfus, vertrieben von Sony Music.

## Besonderheit
Sessions 2000 war zu diesem Zeitpunkt Jarres vorerst letzte Veröffentlichung bei Sony Music und eher dazu gedacht seinen Vertrag zu erfüllen und sich vom Label lösen zu können, statt kommerziellen Erfolg einzufahren. Es beinhaltet 6 Tracks; jeder stellt eine Jam-Sessions dar, welche Jarre mit dem befreundeten Musiker Francis Rimbert über den Verlauf eines Jahres abhielt. Statt Titelnamen wurden die Stücke mit einer Datumsangabe versehen, was sehr wahrscheinlich das Datum der jeweiligen Aufnahme darstellt. Das Album war nach dem kommerziell eher erfolglosen Métamorphoses erneut ein Stilwechsel als auch Rückgang zu alten Strukturen (6 instrumentale Stücke mit ähnlichem Thema). Die Stilrichtung ist eher dem (teils experimentellen) Jazz zuzuordnen, was unter manchen Hörern durchaus Anklang fand, unter den Fans aber für Irritationen und Ablehnung sorgte. Mit Platz 140 in den französischen Charts stellt es eine der schlechtesten Platzierungen eines Musikalbums von Jean-Michel Jarre dar. (Métamorphoses erreichte noch den 7. Platz)

## Titelliste
- Geschrieben und arrangiert von Jean-Michel Jarre

1. „January 24“ – 5:58
2. „March 23“ – 8:00
3. „May 1“ – 4:49
4. „June 21“ – 6:18
5. „September 12“ – 9:30
6. „December 17“ – 8:12

## Wichtige Versionen
| Jahr | Ausgabeform | Medium | Land       | Label           | Katalognummer | Bemerkung |
| ---- | ----------- | ------ | ---------- | --------------- | ------------- | --------- |
| 2002 | Original    | CD     | Frankreich | Disques Dreyfus | FDM 36165-2   | Digipak   |

## Besetzung
- Jean-Michel Jarre – Keyboards und Synthesizer
- Francis Rimbert – zusätzliche Programmierung und Keyboards